# Grand Prix Formule 1 van Zwitserland 1982
De Grand Prix Formule 1 van Zwitserland 1982 werd gehouden op 29 augustus op het circuit van Dijon-Prenois in de buurt van Dijon. Het was de veertiende race van het seizoen.

## Uitslag
| Positie | Nummer | Rijder             | Team           | Ronden | Tijd/Opgave | Startplaats | Punten |
| ------- | ------ | ------------------ | -------------- | ------ | ----------- | ----------- | ------ |
| 1       | 6      | Keke Rosberg       | Williams-Ford  | 80     | 1:32:41.087 | 8           | 9      |
| 2       | 15     | Alain Prost        | Renault        | 80     | + 4.442     | 1           | 6S     |
| 3       | 8      | Niki Lauda         | McLaren-Ford   | 80     | + 1:00.343  | 4           | 4      |
| 4       | 1      | Nelson Piquet      | Brabham-BMW    | 79     | + 1 Ronde   | 6           | 3      |
| 5       | 2      | Riccardo Patrese   | Brabham-BMW    | 79     | + 1 Ronde   | 3           | 2      |
| 6       | 11     | Elio de Angelis    | Lotus-Ford     | 79     | + 1 Ronde   | 15          | 1      |
| 7       | 3      | Michele Alboreto   | Tyrrell-Ford   | 79     | + 1 Ronde   | 12          |        |
| 8       | 12     | Nigel Mansell      | Lotus-Ford     | 79     | + 1 Ronde   | 26          |        |
| 9       | 5      | Derek Daly         | Williams-Ford  | 79     | + 1 Ronde   | 7           |        |
| 10      | 22     | Andrea de Cesaris  | Alfa Romeo     | 78     | + 2 Rondes  | 5           |        |
| 11      | 4      | Brian Henton       | Tyrrell-Ford   | 78     | + 2 Rondes  | 18          |        |
| 12      | 23     | Bruno Giacomelli   | Alfa Romeo     | 78     | + 2 Rondes  | 9           |        |
| 13      | 7      | John Watson        | McLaren-Ford   | 77     | + 3 Rondes  | 11          |        |
| 14      | 10     | Eliseo Salazar     | ATS-Ford       | 76     | + 4 Rondes  | 25          |        |
| 15      | 29     | Marc Surer         | Arrows-Ford    | 76     | + 4 Rondes  | 14          |        |
| 16      | 16     | René Arnoux        | Renault        | 75     | Injectie    | 2           |        |
| NF      | 25     | Eddie Cheever      | Ligier-Matra   | 70     | Handling    | 16          |        |
| NF      | 9      | Manfred Winkelhock | ATS-Ford       | 55     | Chassis     | 20          |        |
| NF      | 31     | Jean-Pierre Jarier | Osella-Ford    | 44     | Motor       | 17          |        |
| NF      | 26     | Jacques Laffite    | Ligier-Matra   | 33     | Handling    | 13          |        |
| NF      | 36     | Teo Fabi           | Toleman-Hart   | 31     | Motor       | 23          |        |
| NF      | 18     | Raul Boesel        | March-Ford     | 31     | Waterlek    | 24          |        |
| NF      | 17     | Rupert Keegan      | March-Ford     | 25     | Spin        | 22          |        |
| NF      | 35     | Derek Warwick      | Toleman-Hart   | 24     | Motor       | 21          |        |
| NF      | 14     | Roberto Guerrero   | Ensign-Ford    | 4      | Motor       | 19          |        |
| NF      | 27     | Patrick Tambay     | Ferrari        | 0      | Blessure    | 10          |        |
| NQ      | 20     | Chico Serra        | Fittpaldi-Ford |        |             |             |        |
| NQ      | 33     | Tommy Byrne        | Theodore-Ford  |        |             |             |        |
| NQ      | 30     | Mauro Baldi        | Arrows-Ford    |        |             |             |        |

## Statistieken
| Pole-position | Alain Prost | Renault | 1:01.380 |
| Snelste ronde | Alain Prost | Renault | 1:07.477 |

## Noot
- Dit was de vijftigste Grand Prix-start voor een Finse coureur.
- Vijfde snelste ronde en de tiende podiumplaats voor Alain Prost.
- Eerste Grand Prix-winst voor Keke Rosberg en voor een Finse coureur.

1934 · 1935 · 1936 · 1937 · 1938 · 1939 · 1947 · 1948 · 1949 · 1950 · 1951 · 1952 · 1953 · 1954 · 1975 · 1982